# Perverted-Justice
Perverted-Justice Foundation, Inc., plus connue sous le nom de Perverted-Justice, est une association à but non lucratif américaine, basée en Californie, qui enquête sur les milieux pédophiles afin notamment de piéger leurs membres, dans le but de les faire arrêter par la police et/ou de voir divulgués publiquement leurs profils (photos, adresse, numéro de téléphone). L'association a notamment collaboré à l'émission présentée par Chris Hansen et diffusée sur la NBC To Catch a Predator (Attraper un prédateur), dont le but est de tendre un piège à un supposé pédophile contacté par Internet. Ledit pédophile est filmé pendant qu'il se fait piéger puis arrêter par la police, et la vidéo est diffusée par la NBC.
Le rôle de Perverted-Justice a été apprécié par certaines autorités américaines bien que des critiques aient également été émises sur l'interférence de ses membres avec des enquêtes en cours, et l'absence de professionnels en son sein. Perverted-Justice est composée principalement de bénévoles, et, si elle travaille en collaboration avec les services de police, ne compte aucun professionnel de la justice dans ses rangs.

## Méthodes
Les bénévoles de Perverted-Justice ont diverses activités : ils infiltrent les messageries instantanées pour jeunes, et, en se faisant passer pour des enfants, cherchent à se faire aborder et inviter par un pédophile en répondant de manière positive à ses demandes, et en cherchant à fixer un rendez-vous, à obtenir un numéro de téléphone, une photo. Selon les cas, le pédophile est ensuite piégé lors d'un guet-apens filmé, ou voit ses coordonnées mises en ligne sur le site de Perverted-Justice. 
Les membres de l'association infiltrent également les forums de discussion et chatrooms pédophiles sur Internet. Ils constituent une base de données sous la forme d'un wiki, intitulé Wikisposure, qui recense toutes les informations relatives aux personnes postant sur ces forums, dans le but de les identifier, de les dénoncer publiquement et, s'ils ont commis quelque chose d'illégal, de les faire arrêter.
Le site de l'association propose également des renseignements sur un certain nombre de prédateurs sexuels et d'activistes pédophiles connus.